# Natuurpark Sinite Kamani

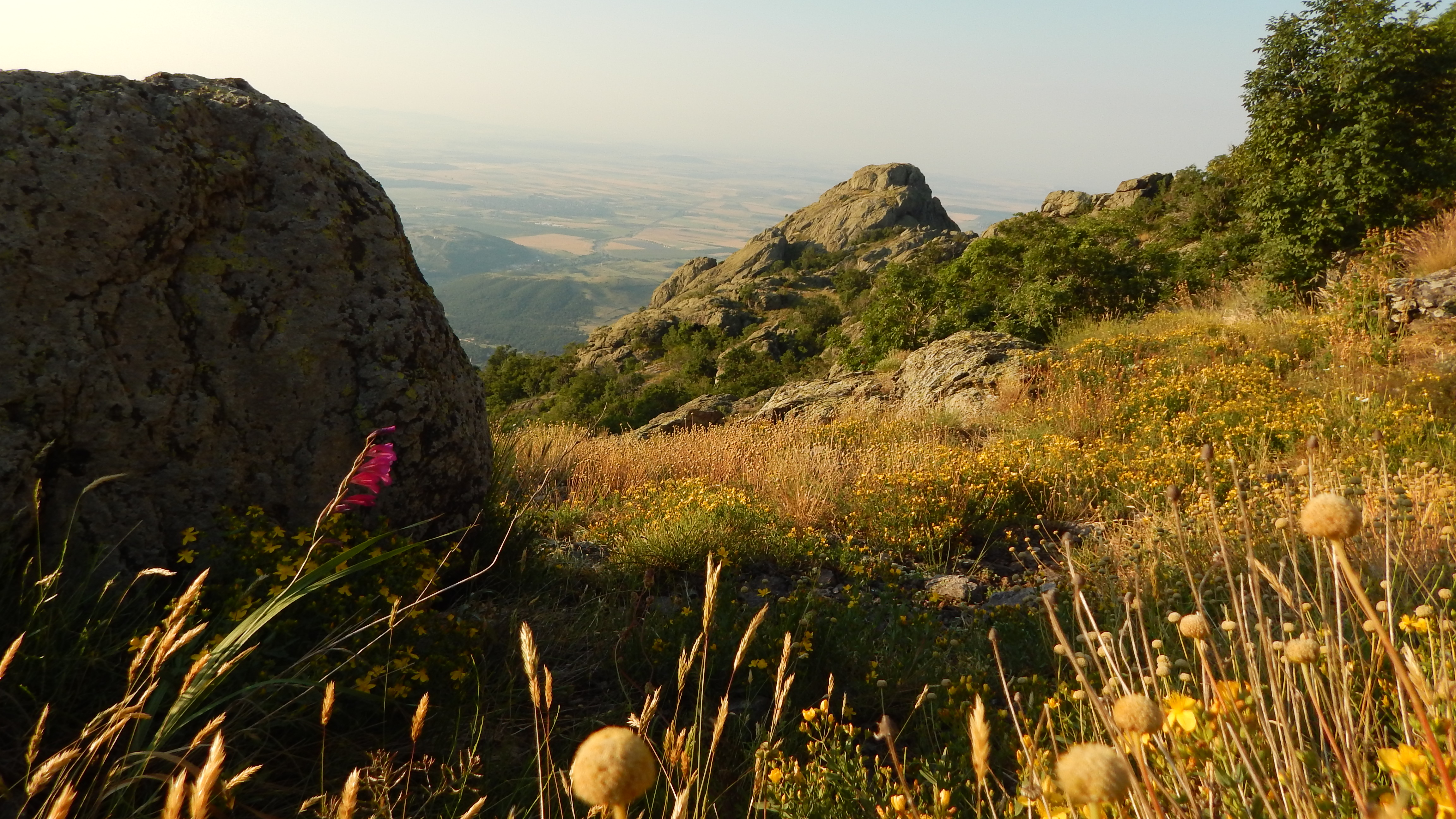

Natuurpark Sinite Kamani (Bulgaars: Природен парк Сините камъни) (letterlijk "Blauwe Stenen") is een natuurpark in Bulgarije. Het park is 113 vierkante kilometer groot en werd opgericht in 1980. Het natuurpark omvat het Sliven-gebergte, deel van het Balkangebergte met loofbossen. In het park komt wolf, goudjakhals, otter, vos voor.